# 王士珍故居
王士珍故居位于河北省石家庄市正定县县城西门内中山西路153号，隔街与其家祠王氏双节祠相对，为曾任民国时期北洋政府总理的王士珍旧居，建于1912年，原有东中西三路，现仅存中路，为两进四合院，前有垂花门，后为前院正房五间、后院正房七间，两院厢房则均为三间。1949年后历史学家范文澜曾在此居住，此后陆续被作为正定县委机关、公检法机关的办公地，2010年经修缮后被改为饭店。